# Hans Laser
Hans Laser (* 12. März 1899 in Königsberg; † 20. Januar 1980 in Cambridge) war ein deutsch-britischer Mediziner.

## Leben und Tätigkeit
Laser war der Sohn des Arztes und Sanitätsrates Hugo Laser und seiner Frau Fanny, geb. Rittenberg. Nach dem Besuch des humanistischen Gymnasiums in Königsberg, wo er zu Ostern 1917 das Abitur erwarb, begann er das Studium der Medizin an der Universität Königsberg. Im Ersten Weltkrieg wurde er im September 1917 in den Militärdienst einberufen.
Nach seinem Ausscheiden aus der Armee im April 1919 als Sanitätsunteroffizier nahm Laser sein Medizinstudium wieder auf. 1922 bestand er das medizinische Staatsexamen. Er promovierte mit einer von E. Meyer betreuten Arbeit über symptomatische Psychosen zum Dr. med.
In den Jahren 1923 bis 1926 betrieb Laser klinische Studien in Berlin. Während dieser Zeit war er 1925 Mitarbeiter an der ersten Ausgabe der neuen Fachzeitschrift Archiv für experimentelle Zellforschung.
In den Jahren 1926 bis 1930 war Laser als Assistent am Kaiser-Wilhelm-Institut für Biologie tätig. In dieser Stellung entwickelte er in der von Albert Fischer geleiteten Abteilung für Gewebszüchtung eine neue Technik für die Anlage und Pflege von Zellkulturen.
1930 wechselte Laser auf Einladung von Otto Meyerhof in das Heidelberger Kaiser-Wilhelm-Institut für medizinische Forschung. Im Juli 1930 habilitierte er sich an der Universität Heidelberg mit einer Arbeit über strahlenbiologische Untersuchungen an Gewebekulturen in dem eigens für ihn geschaffenen Fach Experimentelle Pathologie.
Im August 1933 wurde Laser im Gefolge der Machtergreifung der Nationalsozialisten von der Heidelberger Universität aufgrund seiner jüdischen Herkunft die Lehrbefugnis entzogen. In der Kaiser-Wilhelm-Gesellschaft stufte man ihn dagegen vorerst in die Gruppe der im nationalsozialistischen Gesetz zur Wiederherstellung des Berufsbeamtentums gestatteten Ausnahmefälle des sogenannten „Frontkämpferprivilegs“ ein. Laser hatte während des Krieges von 1914 bis 1918 der Armee angehört und war in einem Seuchenlazarett tätig gewesen, in dem er sich mit Fleckfieber infiziert hatte, was nach Auffassung des Präsidenten der Kaiser-Wilhelm-Gesellschaft dem direkten Frontdienst – den Laser nicht mehr miterlebt hatte – gleichzusetzen sei, so dass Laser trotz seiner jüdischen Abstammung auf seiner Stelle bei der Kaiser-Wilhelm-Gesellschaft verbleiben könne. Das Reichsinnenministerium äußerte zunächst in einem Entwurf vom August 1933 keine Bedenken gegen Lasers Weiterbeschäftigung, forderte jedoch schließlich die Kaiser-Wilhelm-Gesellschaft dann doch auf, ihn zu kündigen. Die Entlassung erfolgte schließlich am 30. Oktober, mit Wirkung zum 1. Januar 1934.
Laser ging daraufhin nach Großbritannien, wo er mit Hilfe des Academic Assistance Council und der Rockefeller Foundation eine Forschungsstelle im Molteno Institute of Biology and Parasitology der Cambridge University fand, wo er seine Forschungsarbeiten fortsetzen konnte. Laser blieb als Forscher in Cambridge bis zu seinem Tod. 1937 erwarb er dort den Doctor of Philosophy und 1953 wurde ihm in Anerkennung seiner wissenschaftlichen Leistungen der Doctor of Science verliehen.
In Deutschland wurde Laser von den nationalsozialistischen Machthabern derweil als Staatsfeind eingestuft: Er wurde am 1. März 1939 ausgebürgert und im Deutschen Reichsanzeiger und Preußischen Staatsanzeiger vom 10. Juni 1939 wurde die Aberkennung seines Doktorgrades (Depromotion) bekannt gegeben. Im Frühjahr 1940 wurde er dann vom Reichssicherheitshauptamt auf die Sonderfahndungsliste G.B. gesetzt, ein Verzeichnis von Personen, die im Falle einer erfolgreichen deutschen Invasion Großbritanniens durch die Sonderkommandos der SS-Einsatzgruppen mit besonderer Priorität ausfindig gemacht und verhaftet werden sollten.
Seit 1946 gehörte Laser dem britischen Medical Research Council an (seit 1953 im Rang eines permanenten Mitglieds des scientific staff).
Laser Forschungsschwerpunkte waren der Stoffwechsel neoplastischer Zellen in vitro sowie die Radiobiologie von Zellen in Gewebekulturen. In seinen späteren Jahren widmete er sich der Malaria-Forschung. Er publizierte in Zeitschriften wie naturre, Science, Radiation Research, Biochemical Journal  und die Proceedings of the Royal Society.

## Familie
Lasers Mutter und sein Bruder kamen in nationalsozialistischen Konzentrationslagern ums Leben.

## Schriften
- Weitere Fortschritte in der Züchtung von Warmblütergewebezellen in vitro, ....